# Borawski
Borawski (nazwisko) – pochodzi od miejscowości Borawskie w parafii Przytuły w ziemi wiskiej – obecnie łomżyńskie.

## Historia nazwiska
8 grudnia 1426 roku książę mazowiecki Janusz I nadał braciom Dobiesławowi, Mikołajowi i Stanisławowi z Borowa (ostrołęckie) 10 włók ziemi. Osada została nazwana Borawice lub Borawskie Dobki (obecnie Borawskie gmina Przytuły).
Bracia ci pieczętowali się herbem Cholewa. Prawa własności zostały potwierdzone w 1428 roku przez księcia Władysława I.
W 1439 roku książę Władysław I nadał Mikołajowi z Borawskich Dobków, Maciejowi i Witowi 20 włók ziemi nad rzeką Wissą. Powstała wieś została nazwana Borawskie a Wissa (obecnie Borawskie-Awissa). Król Zygmunt August w roku 1550 potwierdził to nadanie.
Potomkowie założycieli tych wsi przyjęli nazwisko Borawski. Powstałe rodziny pieczętowały się herbami; Bojcza, Cholewa i Junosza.
Była to szlachta, najczęściej zaściankowa, zasiedlająca wiele okolicznych wsi.
W XVII wieku przedstawiciele rodziny Borawskich osiedlili się na Rusi Czerwonej i w Wielkopolsce.
„Regestr Diecezjów” Franciszka Czaykowskiego podaje, iż na przełomie 1783–1784 roku Borawscy zasiedlali następujące zaścianki w parafiach ziemi wiskiej:
- parafia Dobrzyjałowo – Wysokie Małe,
- parafia Grajewo – Łękowe,
- parafia Jedwabne – Borawskie,
- parafia Przytuły – Borawskie, Łoje a Wissa, Racibory,
- parafia Radziłów – Borawskie, Karwowo, Święcienino,
- parafia Romany – Barzykowo, Mieczki, Tafiły,
- parafia Wąsosz – Konopki,
- parafia Wizna – Nieławice

W latach 1836–1862, podczas przeprowadzonego przez Heraldię Królestwa Polskiego spisu szlachty, szlachectwem wylegitymowali się następujący przedstawiciele rodziny Borawskich:
- Adam Borawski
- Bartłomiej Borawski
- Grzegorz Borawski
- Józef Borawski
- Kajetan Borawski
- Mateusz Borawski
- Paweł Borawski
- Stanisław Wawrzyniec Borawski
- Tomasz Borawski

## Współcześnie
Obecnie zameldowanych w Polsce jest ponad 3240 przedstawicieli nazwiska Borawski(a)

## Znani
- Aleksander Borawski – polski malarz i konserwator zabytków.
- Antoni Borawski – miecznik, a następnie cześnik żydaczewski 1762 roku
- Antoni Borawski – łowczy urzędowski 1777 roku
- Antoni Borawski ze wsi Witynie – zastępca dowódcy placówki SZP w Wityniach w 1940 roku, uczestnik bitwy pod Monte Cassino
- Antoni Borawski „Babinicz” ze wsi Romany gmina Przytuły – w roku 1945 dowódca plutonu, I kompanii, IV batalionu „Biebrza” NZW
- Bronisław Borawski „Szczubel” ze wsi Konopki gmina Radziłów – kwatermistrz III kompanii Komendy Powiatowej „Orkan” NZW
- Edmund Borawski – poseł z Świdrów Podleśnych V kadencji Sejmu
- Jan Borawski „Janusz” z Chylin – żołnierz SZP, zginął podczas likwidacji przez NKWD bazy partyzanckiej na uroczysku Kobielne nad Biebrzą w 1940 roku
- Józef Borawski ze wsi Kąty – dowódca placówki SZP w Kątach w 1940 roku
- Kacper Borawski – sędzia grodzki wiski, deputat do Trybunału Koronnego w 1767 roku
- Kacper (Gasper h. Cholewa) Borawski – dziedzic dóbr modliborskich, cześnik powiatu urzędowskiego i podstarości grodzki lubelski zm. w 1779 roku
- Kajetan Borawski – cześnik mścisławski w 1778 roku
- Ludwik Borawski – warszawski architekt, syn Władysława
- Marian Borawski – prezydent miasta Głogów w latach 1982–1988, prezes firmy Hydrobudex
- Piotr Borawski – polski samorządowiec i polityk
- Piotr Borawski – polski historyk, dyplomata, związkowiec
- Stanisław Borawski – językoznawca profesor doktor habilitowany na Uniwersytecie Zielonogórskim
- Stanisław Borawski – ks. kanonik ur. w m. Borawskie-Awissa (1912–2005)[3]
- Wacław Borawski „Lanca” we wsi Rutki – dowódca plutonu V batalionu AKO i WiN
- Władysław Borawski – warszawski architekt, specjalizujący się w projektowaniu szpitali, syn Aleksandra
- Wojciech Borawski z Święcienina – komornik wiski w 1712 r. a burgrabia wiski w 1738 roku

## Herby rodowe

Herb Cholewa
Herb własny (Borawski)
Herb Bojcza
Herb Junosza